# فيدانا ياكستيتش
فيدانا ياكستيتش (من مواليد 17 سبتمبر 1996) هي لاعبة كرة طائرة كرواتية. تلعب لصالح النادي الفرنسي فاندوفر نانسي لكرة الطائرة. 

## روابط خارجية
- فيدانا ياكستيتش على موقع الاتحاد الأوروبي (الإنجليزية)
- فيدانا ياكستيتش على موقع عالم الكرة الطائرة (الإنجليزية)
- فيدانا ياكستيتش على موقع الدوري الألماني للكرة الطائرة (الألمانية)
- فيدانا ياكستيتش على موقع Ligue Nationale de Volley (الفرنسية)

- فيدارانا ياكشيتيتش في CEV.eu